# Contea di Davis (Utah)
La contea di Davis, in inglese Davis County, è una contea dello Stato dello Utah, negli Stati Uniti. La popolazione al censimento del 2000 era di 238.994. Il capoluogo di contea è Farmington.

## Geografia fisica
La contea di Davis si trova nella parte settentrionale dello Utah. L'U.S. Census Bureau certifica che l'estensione della contea è di 1.641 km², di cui 789 km² composti da terra e i rimanenti 853 km² composti di acqua. Questo la rende la contea più piccola dello Stato per estensione.
A est si trovano i monti Wasatch, mentre gran parte della parte ovest è ricoperta dal Gran Lago Salato. La contea comprende anche Antelope Island, che si trova proprio nel lago.

### Contee confinanti
- Contea di Weber - nord
- Contea di Morgan - est
- Contea di Salt Lake - sud
- Contea di Tooele - ovest
- Contea di Box Elder - nord-ovest

## Storia
La contea era abitata da nativi americani, ma i primi a farne una residenza permanente furono i mormoni. La contea di Davis venne costituita nel 1852. Il nome le è stato dato in onore del pioniere capitano Daniel Coon Davis.

## Cities[6]
- Bountiful
- Centerville
- Clearfield
- Clinton
- Farmington
- Fruit Heights
- Kaysville
- Layton
- North Salt Lake
- South Weber
- Sunset
- Syracuse
- West Bountiful
- West Point
- Woods Cross